# Bremen-Liga
De Bremen-Liga is een van de hoogste amateurklassen in het Duitse voetbal. Sinds de opheffing van de Oberliga Nord in 2008 vormt de Bremenliga een van de Oberliga's, het vijfde niveau in Duitsland. In de Bremenliga spelen teams uit het Land Bremen. Ook verenigingen uit Nedersaksische plaatsen die dicht bij Bremen liggen kunnen in de Bremenliga uitkomen. De winnaar van de Bremenliga speelt een play-off met de winnaars van de Oberliga Hamburg en de Schleswig-Holstein-Liga om één c.q. twee plaatsen in de Regionalliga Nord.

## Overzicht

### 1947–1949
Tussen 1947 und 1949 werd in Niedersachsen en Bremen een gemeenschappelijke competitie georganiseerd. De clubs uit Bremen en Bremerhaven speelden in de Staffel Bremen van de Oberliga Nord op het 5e niveau in Duitsland, tezamen met Nedersaksische clubs.

### 1949–1963
Vanaf 1949 richtte de Bremer Fußball-Verband een zelfstandige competitie op. Met ingang van seizoen 1949/50 startte de Amateurliga Bremen meit 14 clubs; vanaf 1955 kwamen er 15 clubs in de liga uit. Die klasse was de eerstvolgende klasse onder de Oberliga Nord en daarmee tot 1963 het tweede niveau in Duitsland. Promotie was mogelijk d.m.v. een promotieserie met clubs uit de Amateurliga's van Niedersachsen, Hamburg en Schleswig-Holstein. Die promotie naar de Oberliga gelukte alleen Bremerhaven 93 in 1948 en Bremer SV in 1961.

### 1963–1974
Door de invoering in 1963 van de Bundesliga, afschaffen van de Oberliga Nord en de herinvoering van de Regionalliga Nord zakte de Liga naar het derde niveau maar bleef desondanks vergaand onveranderd met 15 clubs. De Bremer kampioen moest om te promoveren evenzogoed promotiewedstrijden spelen. De Liga bestond vanaf 1973 uit 16 clubs.

### 1974–1994
Na het seizoen 1973/74 werd de Regionalliga Nord opgeheven ten gunste van de 2. Bundesliga. De Oberliga Nord werd in Noord-Duitsland opnieuw ingevoerd als 3e niveau onder de 2. Bundesliga. Dit betekende voor de amateurklasse een terugval naar het vierde niveau. De liganaam werd gewijzigd in Verbandsliga Bremen.

### 1994–2008
In 1995 werd de Regionalliga Nord weer ingevoerd, nu als 3e niveau. De Oberliga Nord werd in twee klassen opgedeeld, de Oberliga Niedersachsen/Bremen en de Oberliga Hamburg/Schleswig-Holstein. Voor de Verbandsliga Bremen betekende dit een verdere afwaardering naar het 5e speelniveau. Voor het eerst werd echter een rechtstreekse promotie in de naasthogere klasse mogelijk. In 2004 werd besloten de eenklassige Oberliga Nord her in te voeren in plaats van twee separate Oberliga's. De Liga-kampioenen van het seizoen 2006/07, Bremer SV en 2007/08 FC Bremerhaven kregen geen Oberliga-licentie en promoveerden daarom niet.

### Seit 2008
Door de invoering van de 3. Liga in 2008 werd de Oberliga Nord opnieuw opgeheven en door nieuw in te richten dan wel reeds bestaande klassen op Verbandsniveau van de vier Noord-Duitse Bundeslanden vervangen. In het Liga-systeem bleven die klassen onder de Regionalliga staan. Sindsdien heeft de Liga de status van een Oberliga op het vijfde niveau van het Ligasysteem en meestal onder de naam Bremen-Liga'. De Bremer kampioen kan alleen via een promotieserie met de Liga-kampioenen van Hamburg en Schleswig-Holstein naar de Regionalliga promoveren.
Sinds het seizoen 2008/09 spelen drie teams uit Bremen hoger dan de Bremen-Liga:
- Werder Bremen (Bundesliga)
- Werder Bremen II (3. Liga)
- FC Oberneuland (Regionalliga Nord)

Met slechts 75 aangesloten clubs is de Bremer FV het kleinste DFB-Landesverbond, gevolgd door de Saarlandsche voetbalbond met ongeveer 390 clubs.
Met ingang van het seizoen 2017/18 kreeg de Liga voor het eerst een titelsponsor, het Stuhrer bedrijf Stark Gebäudereinigung GmbH. Gedurende minsten drie en maximaal vijf jaar zou de liga daarom de naam Stark Bremen-Liga dragen.

## Positie van de Bremen-Liga in het ligasysteem
| Jaar      | Klasse | Naasthogere klasse                          |
| --------- | ------ | ------------------------------------------- |
| 1947–1963 | II     | Oberliga Nord                               |
| 1963–1974 | III    | Regionalliga Nord                           |
| 1974–1994 | IV     | Oberliga Nord                               |
| 1994–2004 | V      | Oberliga Nord, Staffel Niedersachsen/Bremen |
| 2004–2008 | V      | Oberliga Nord                               |
| seit 2008 | V      | Regionalliga Nord                           |

## Oprichtingsleden van de Amateurliga Bremen
13 clubs, 5 uit Niedersachsen, 8 uit Bremen, vormden in 1947 de liga:
- Bremerhaven 93
- Blumenthaler SV
- SV Hemelingen
- ATS Bremerhaven
- VfB Komet
- Hastedter TSV
- VfL Visselhövede (Niedersachsen)
- SSV Delmenhorst (Niedersachsen)
- Cuxhavener SV (Niedersachsen)
- TuRa Bremen
- TuS Arsten
- Delmenhorster BV (Niedersachsen)
- TSV Bassum (Niedersachsen)

## Kampioenen van de Bremen-Liga
Vet gedrukte teams lukte het om te promoveren. In 1974 promoveerde ook Bremer SV. In 1994 promoveerden ook FC Mahndorf, SC Vahr und BTS Neustadt. In 2005 promoveerde ook Brinkumer SV.
- 1947/48 Bremerhaven 93
- 1948/49 SV Hemelingen
- 1949/50 Blumenthaler SV
- 1950/51 Blumenthaler SV
- 1951/52 Blumenthaler SV
- 1952/53 Bremen 1860
- 1953/54 Bremen 1860
- 1954/55 Bremen 1860
- 1955/56 Bremer SV
- 1956/57 Werder Bremen amateurs
- 1957/58 Bremer SV
- 1958/59 Blumenthaler SV
- 1959/60 Polizei SV Bremen
- 1960/61 Bremer SV
- 1961/62 Werder Bremen amateurs
- 1962/63 AGSV Bremen
- 1963/64 Blumenthaler SV
- 1964/65 Bremer SV
- 1965/66 Eintracht Bremen
- 1966/67 Werder Bremen amateurs
- 1967/68 Werder Bremen amateurs
- 1968/69 Bremerhaven 93 amateurs
- 1969/70 Polizei SV Bremen
- 1970/71 Polizei SV Bremen
- 1971/72 Blumenthaler SV
- 1972/73 Blumenthaler SV
- 1973/74 Blumenthaler SV
- 1974/75 OT Bremen
- 1975/76 Werder Bremen amateurs
- 1976/77 SGO Bremen
- 1977/78 Bremer SV
- 1978/79 Blumenthaler SV
- 1979/80 SFL Bremerhaven
- 1980/81 FT Geestemünde
- 1981/82 SFL Bremerhaven
- 1982/83 Bremer SV
- 1983/84 SC Vahr
- 1984/85 Bremer SV
- 1985/86 Bremer SV
- 1986/87 FC Mahndorf
- 1987/88 SFL Bremerhaven
- 1988/89 Blumenthaler SV
- 1989/90 OT Bremen
- 1990/91 OT Bremen
- 1991/92 SFL Bremerhaven
- 1992/93 FC Bremerhaven
- 1993/94 FC Bremerhaven
- 1994/95 Vatan Spor Bremen
- 1995/96 FC Oberneuland
- 1996/97 Blumenthaler SV
- 1997/98 Werder Bremen II
- 1998/99 BTS Neustadt
- 1999/00 SC Weyhe
- 2000/01 SC Weyhe
- 2001/02 FC Bremerhaven
- 2002/03 SC Weyhe
- 2003/04 Vatan Spor Bremen
- 2004/05 SC Weyhe
- 2005/06 FC Oberneuland
- 2006/07 Bremer SV
- 2007/08 FC Bremerhaven
- 2008/09 Brinkumer SV
- 2009/10 Werder Bremen III
- 2010/11 Werder Bremen III
- 2011/12 FC Oberneuland
- 2012/13 Werder Bremen III
- 2013/14 Bremer SV
- 2014/15 Bremer SV
- 2015/16 Bremer SV
- 2016/17 Bremer SV
- 2017/18 Brinkumer SV
- 2018/19 Bremer SV
- 2019/20 FC Oberneuland
- 2020/21 Seizoen uitgevallen
- 2021/22 Bremer SV
- 2022/23 FC Oberneuland
- 2023/24 Werder Bremen-II
- 2024/25 SV Hemelingen